# O Vampiro de Copacabana
O Vampiro de Copacabana é um filme brasileiro de 1976, com direção de Xavier de Oliveira.

## Elenco[1]
- André Valli… Carlos
- Ângela Valério… Sueli
- Rossana Ghessa… Carmem
- Miriam Pires… Esmeralda
- Wilza Carla… Verônica
- Otávio Augusto… Luiz
- Rodolfo Arena… Motorista
- Emiliano Queiroz
- Denise Bandeira… Pirata
- Kátia D'Angelo… Vera
- Telma Reston
- Vera Setta… Morena
- Fábio Nercessian… Renatinho
- Sandra Barsotti
- Catalina Bonaky… Vizinha
- Edyr de Castro… Babá
- Fernando Reski… Ernesto
- Norma Suely… Ivone